# حزب الوحدة الاشتراكية الألماني
حزب الوحدة الاشتراكية الألماني ( (بالألمانية: Sozialistische Einheitspartei Deutschlands, SED)‏، المعروف غالبًا باللغة العربية باسم الحزب الشيوعي الألماني الشرقي،  كان الحزب السياسي الماركسي اللينيني الحاكم  للجمهورية الديمقراطية الألمانية (GDR؛ ألمانيا الشرقية) من تأسيس الدولة في أكتوبر 1949 حتى حلها بعد ثورة سلمية عام 1989. تأسس الحزب في أبريل 1946.
كانت جمهورية ألمانيا الديمقراطية دولة ذات حزب واحد  ولكن سُمح لأحزاب الجبهة الشعبية المؤسسية الأخرى بالوجود في تحالف مع الحزب الاشتراكي الديمقراطي، وهذه الأحزاب هي الاتحاد الديمقراطي المسيحي، والحزب الليبرالي الديمقراطي، وحزب المزارعين الديمقراطيين، والحزب الوطني الديمقراطي. جعل SED تدريس الماركسية اللينينية واللغة الروسية إلزاميًّا في المدارس.  في الثمانينيات، رفض الحزب الاشتراكي الديمقراطي سياسات تحرير الزعيم السوفياتي ميخائيل غورباتشوف، مثل البيريسترويكا وغلاسنوست، الأمر الذي سيؤدي إلى عزل جمهورية ألمانيا الديمقراطية عن إعادة هيكلة الاتحاد السوفياتي وسقوط الحزب في خريف عام 1989.
كان فالتر أولبريشت الشخصية المهيمنة في الحزب وزعيم ألمانيا الشرقية من 1950 إلى 1971. في عام 1953، قوبلت انتفاضة ضد الحزب بقمع عنيف من قبل وزارة أمن الدولة والجيش السوفيتي. في عام 1971، خلف أولريكت إريك هونيكر الذي ترأس فترة مستقرة في تطوير ألمانيا الشرقية حتى اضطر إلى التنحي خلال ثورة 1989. لم ينجح آخر زعيم للحزب، أيغون كرينز، في محاولته للإبقاء على قبضة الحزب الديمقراطي الاشتراكي على الحكم السياسي لجمهورية ألمانيا الديمقراطية وسُجن بعد إعادة توحيد ألمانيا.
تولى الجناح الإصلاحي الذي تم قمعه منذ فترة طويلة السيطرة على الحزب في خريف عام 1989. على أمل تغيير صورتها، في 16 ديسمبر، أعادت تسمية نفسه باسم حزب الاشتراكية الديمقراطية، وتخلت عن الماركسية اللينينية وأعلنت نفسها حزب اشتراكي ديمقراطي. حصل على 16.4٪ من الأصوات في الانتخابات البرلمانية عام 1990. في عام 2007، اندمجت PDS مع العمل والعدالة الاجتماعية (WASG) في اليسار ( Die Linke )، خامس أكبر حزب في البرلمان الألماني بعد الانتخابات الفيدرالية لعام 2017 .

## التاريخ الانتخابي

### انتخابات فولكسكامر
| انتخاب | قائد الحزب               | تصويت                       | ٪                           | مقاعد     | +/-  | موضع  |
| ------ | ------------------------ | --------------------------- | --------------------------- | --------- | ---- | ----- |
| 1949   | فيلهلم بيك أوتو جروتيوهل | as part of Democratic Bloc ‏ | as part of Democratic Bloc ‏ | 90 / 330  | –    | ▲ 1st |
| 1950   | فالتر أولبريشت           | as part of الجبهة الوطنية   | as part of الجبهة الوطنية   | 110 / 400 | ▲ 20 | 1st   |
| 1954   | فالتر أولبريشت           | as part of الجبهة الوطنية   | as part of الجبهة الوطنية   | 117 / 400 | ▲ 7  | 1st   |
| 1958   | فالتر أولبريشت           | as part of الجبهة الوطنية   | as part of الجبهة الوطنية   | 117 / 400 |      | 1st   |
| 1963   | فالتر أولبريشت           | as part of الجبهة الوطنية   | as part of الجبهة الوطنية   | 110 / 434 | ▼ 7  | 1st   |
| 1967   | فالتر أولبريشت           | as part of الجبهة الوطنية   | as part of الجبهة الوطنية   | 110 / 434 |      | 1st   |
| 1971   | فالتر أولبريشت           | as part of الجبهة الوطنية   | as part of الجبهة الوطنية   | 110 / 434 |      | 1st   |
| 1976   | إريش هونيكر              | as part of الجبهة الوطنية   | as part of الجبهة الوطنية   | 110 / 434 |      | 1st   |
| 1981   | إريش هونيكر              | as part of الجبهة الوطنية   | as part of الجبهة الوطنية   | 127 / 500 | ▲ 17 | 1st   |
| 1986   | إريش هونيكر              | as part of الجبهة الوطنية   | as part of الجبهة الوطنية   | 127 / 500 |      | 1st   |